# Инфразвуковое поле
Инфразвуковое поле (ИП) или низкочастное звуковое поле (НЗП) — совокупность физических и акустических эффектов, возникающих при наложении звука соответствующей частоты от нескольких источников (звуковое поле) низкочастотного (инфразвук) излучения, пространственно и/или частотно разнесённых. 
Частным характерным случаем ИП и НЗП являются городской шум и разного рода акустические иллюзии в том числе т. н. Таосский гул — ясно слышимые низкочастные звуки «работающего двигателя» в окрестностях американского города Таоса, при фактическом отсутствии такого оборудования на десятки километров. 
Можно выделить ИП и НЗП от высоколокализованных источников (например нескольких дизель- и ветрогенераторов или блок котельных) и распределённое ИП от множества однотипных источников (вытяжки, кондиционеры, вентиляторы системы вентиляции и кондиционирования зданий и сооружений, бытовые газовые котлы, системы охлаждения сервера, движущиеся транспортные средства, трансформаторы и подстанции и т. д.)
ИП и НЗП в большинстве случаев воспринимаются человеком как вибрация (в том числе как вибрация воспринимаемая всем телом или отдельными органами, чаще всего с локализацией в челюстно лицевой области, носовых и лобных пазух) а также слитный глухой шум или гул, реже как шум или гул сила которого изменяется по синусоиде, этот эффект возникает в виду маскировки звуков разных частот и явления резонанса. При замере обычным шумомером выявить факт наличия ИП и НПЗ невозможно, для определения необходимо использовать профессиональное оборудование (в РФ шумомеры «Октава» или аналоги).
ИП формируется несколькими источниками инфразвука и низкочастотного излучения (излучения ниже или на пределе порога слышимости человеческого уха) инфразвук на частоте менее 20 Гц, и низкочастотный звук 20—75 Гц. Инфразвук и низкочастотный звук имеют очень большую длину волны, поэтому обладают высокой проникающей способностью, плохо поглощаются и умеренно отражаются, легко огибают препятствия (противошумовые экраны), хорошо проникают через вентиляционные и технологические отверстия, выступающие в качестве волноводов. 
Аналогичная картина наблюдается на всхолмленной равнине и в городской застройке. Инфразвук распространяется на километры от места своего появления, незначительно теряя силу (на практике возможно формирование инфразвукового поля от работы двух и более источников, охватывающих радиус до десятка км от места нахождения источника, при этом отличительной особенностью инфразвукового поля является то, что при замере силы звука возле одного из источников звук может быть в пределах нормы, а по мере отдаления нарастать по силе за счёт явления резонанса, при наложении звука от второго источника или отражения от препятствия, так же звуки от одного источника в близком диапазоне частот могут маскировать звук от второго источника. 
При распространении инфразвуковой волны наблюдаются эффекты дифракции и интерференции на местности и в помещениях, а также резонанса и отражения, вследствие чего и формируется единое инфразвуковое поле, в котором присутствуют локальные экстремумы и минимумы (кратные, как правило, длине волны). Например, шум на третьем этаже от работы оборудования, расположенного в подвале, может обладать более сильным воздействием, чем на втором и первом. Основным источником формирования инфразвукового поля является одновременная работа нескольких тихоходных машин или механизмов (насосов, дизелей, компрессоров, ударных механизмов), колебания значительных по массе или размеру объектов (например мостов, путе- и трубопроводов, сетей ЛЭП), работа газовых котельных, а также природные явления: землетрясение, ветер, гроза и т. д. 
Усиливает инфразвуковое поле наличие массивных отражающих поверхностей, протяжённых зданий, арок, вышек, дымовых труб, подземных пустот и ёмкостей или сочетание всех этих факторов. Одним из мест рождения инфразвука, входящего в состав распределённого ИП, являются вытяжки, вентиляции, трубы, воздухозаборные отверстия, коньки кровли, ветрогенераторы и иные места и поверхности, на которых может происходить срыв потока. Так же источником ИП могут является объекты транспортной инфраструктуры автомобильные и железные дороги, мосты, тоннели, виадуки. Местом локализации ИП обычно является город, промзоны и ближайший пригород, а внутри зданий и сооружений также помещения, расположенные вблизи нескольких источников инфразвука.
Следует отличать псевдоинфразвуковое поле, когда слышимая частота ниже фактической за счёт пан эффекта (применяется в киноиндустрии и звуковой аппаратуре как звуковой эффект от разницы частот, излучаемых с разных сторон; основан на механизме восприятия звука человеком).
Воздействие на организм человека инфразвукового поля крайне неблагоприятно, как и сам инфразвук, поскольку работа внутренних органов человека имеет свою частоту 5—20 Гц. При совпадении этих частот с частотой внешнего источника при большой мощности излучения человек испытывает сильные головные боли, страх, потерю ориентации, оглушение. При малой мощности — менее выраженные симптомы — раздражительность, утомляемость, постоянные головные боли, тревожность. При этом многие люди не слышат самого инфразвука, ощущаемого обычно в виде гула, ровного или переменного тона, шума в ушах или лёгких хлопков, ощущаемого иногда, как вибрация во всём теле или отдельных частях — так называемое звуковое давление создаёт поле, которое «бьёт по ушам» и т. д.). 
Люди ощущают воздействие инфразвука, которое может выражаться в рассеянности, усталости, беспокойстве, бессоннице, раздражительности, обострении хронических заболеваний, участившихся головных и неясных хронических болях. При совпадении наиболее неблагоприятных факторов по силе излучения и частоте, инфразвуковое поле способно стать причиной инфаркта, ряда иных заболеваний. Инфразвуковое поле ухудшает качество жизни и может провоцировать психические расстройства у взрослых, а у детей вызывать девиантное поведение, потерю обучаемости, неврозы, плохой сон. 
Кроме того, как правило инфразвуковое поле обладает особенностью проявляться в экстремумах, при этом в точках минимума возможна полная тишина за счёт самогашения (явление воспринимается окружающими как субъективный фактор — в одной комнате может быть тихо, а в соседней невозможно находиться), что затрудняет поиск и борьбу с инфразвуковым полем.
Борьба с инфразвуковым полем строится на обнаружении самого источника инфразвукового поля как системного явления, путём замеров не только в точке, где выявлен дискомфорт, но и в окружающем пространстве, с поиском объектов, подозрительных на инфразвуковое излучение. 
Наиболее эффективным способом борьбы с инфразвуковым полем является борьба с каждым отдельным источником и их рассогласование с целью недопущения резонанса. Так, в частности, на насосы, расположенные в разных частях одного здания, могут быть поставлены частотные регуляторы, смещающие частоту на несколько герц, трубы и вытяжки могут оснащаться специальными оголовками, снижающими скорость истечения, возле источников могут устанавливаться ультразвуковые сирены или резонансные глушители и активные шумоподавители, может подниматься высота шумозащитных экранов, изменяться угол наклона и форма крыши. 
В случае, если данные мероприятия невозможны, в жилых помещениях рекомендуется применять плавающий пол, шумогасящие экраны и потолки, селективные оконные системы с различной толщиной стекла, применение тяжёлых мембран в стенах, потолке и полу, увеличение массы дверей и стёкол, второе остекление и т. д.
Однако такие мероприятия могут быть неэффективны, если проведены без акустических расчётов.